# Heinkel He 64
Хейнкель He 64 (нем. Heinkel He 64) — немецкий спортивный самолёт.
He 64 был спроектирован в 1931 году для авиагонок Europa Rundflug, которые планировались в августе 1932 года. He 64 представлял собой деревянный двухместный моноплан. Самолет Heinkel He 64a, He 64b имел двигатель Argus As 8R мощностью 150 л. с. На He 64a генерал Ганс Зайдеманн выиграл авиагонки, пролетев 7500-км маршрут за 31 час 17 мин со средней скоростью 240 км/ч.

## Модификации
He 64aпрототип
He 64bранняя серийная модификация
He 64cпоздняя модификация с различными вариантами силовой установки, включая de Havilland Gipsy III, Hirth HM 504A-2 и Hirth HM 506
He 64dвысотная версия, с двигателями Argus As 8R и эллипсообразными крыльями, сходными с крыльями  He 70 и без предкрылков. Максимальная скорость возросла до 290 км/ч.

## Тактико-технические характеристики

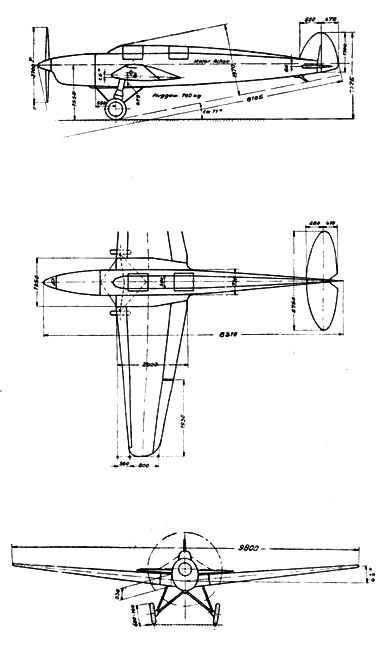
Схема He 64 из журнала L'Aerophile, посвящённого Авиасалону 1932 года

Источник данных: Heinkel:An aircraft album

Технические характеристики
- Экипаж: 1
- Длина: 8,31 м
- Размах крыла: 9,79 м
- Высота: 2,06 м
- Площадь крыла: 14,40 м2
- Масса пустого: 470 кг
- Максимальная взлётная масса: 780 кг
- Масса топлива во внутренних баках: 144 л.
- Силовая установка: 1 × воздушных Argus As 8R
- Мощность двигателей: 1 × 150 л.с. (1 × 110 кВт)

Лётные характеристики
- Максимальная скорость: 245 км/ч
- Крейсерская скорость: 222 км/ч
- Скорость сваливания: 63 км/ч
- Практическая дальность: 1 500 км
- Практический потолок: 6 000 м
- Скороподъёмность: 800 м/мин

## Эксплуатанты
Германия
 Великобритания
- Royal Aircraft Establishment

 Королевство Италии (1861—1946)
- Королевские ВВС Италии (Regia Aeronautica): I-AERO (D-2302)